# Уэллингборо
Уэ́ллингборо (англ. Wellingborough) — город в графстве Нортгемптоншир (Великобритания), административный центр района Уэллингборо.
Город находится на расстоянии примерно 11 миль от главного города графства — города Нортгемптон и в 8 милях южнее города Кеттеринг. Расположен на северном берегу реки Нин, причём старая часть города — преимущественно на склонах холмов над поймой реки.
Население Уэллингборо — 46 959 человек (по данным переписи 2001 года).
Является побратимом городов Ньор (Франция) и Витлих (Германия).
Появление Уэллингборо датируется VI веком н. э. Город впервые упоминается в Книге страшного суда как Wendelburie, а в 1201 году городу была дарована королевская торговая хартия.